# Lista de primeiros-ministros de Timor-Leste
Esta é uma lista de primeiros-ministros de Timor-Leste (tetúm; Primeiru-ministru) que é o chefe de governo nomeado pelo presidente da República Democrática de Timor-Leste após a eleição no Parlamento Nacional, que geralmente lidera seu partido ou coligação. O primeiro-ministro é ex officio membro do Conselho de Estado, preside o Conselho de Ministros e supervisiona as atividades do governo. 

## Primeiros-ministros do Timor-Leste
| Nº                                                   | Primeiro-ministro                             | Primeiro-ministro                             | Início do mandato                             | Fim do mandato                                | Período                                       | Partido político                              | Governo                                       |
| Guerra de Independência do Timor-Leste (1975)        | Guerra de Independência do Timor-Leste (1975) | Guerra de Independência do Timor-Leste (1975) | Guerra de Independência do Timor-Leste (1975) | Guerra de Independência do Timor-Leste (1975) | Guerra de Independência do Timor-Leste (1975) | Guerra de Independência do Timor-Leste (1975) | Guerra de Independência do Timor-Leste (1975) |
| ---------------------------------------------------- | --------------------------------------------- | --------------------------------------------- | --------------------------------------------- | --------------------------------------------- | --------------------------------------------- | --------------------------------------------- | --------------------------------------------- |
| 1                                                    |                                               | Nicolau dos Reis Lobato                       | 28 de novembro de 1975                        | 7 de dezembro de 1975                         | 9 dias                                        | FRETLIN                                       | —                                             |
| República Democrática de Timor-Leste (2002-presente) |                                               |                                               |                                               |                                               |                                               |                                               |                                               |
| 2                                                    |                                               | Mari Alkatiri                                 | 20 de maio de 2002                            | 26 de junho de 2006                           | 4 anos e 37 dias                              | FRETLIN                                       | 2001 (I)                                      |
| 3                                                    |                                               | José Ramos-Horta                              | 26 de junho de 2006                           | 19 de maio de 2007                            | 327 dias                                      | Independente                                  | — (II)                                        |
| 4                                                    |                                               | Estanislau da Silva                           | 19 de maio de 2007                            | 8 de agosto de 2007                           | 81 dias                                       | FRETLIN                                       | — (III)                                       |
| 5                                                    |                                               | Xanana Gusmão                                 | 8 de agosto de 2007                           | 16 de fevereiro de 2015                       | 7 anos e 192 dias                             | CNRT                                          | 2007 (IV) 2012 (V)                            |
| 6                                                    |                                               | Rui Maria de Araújo                           | 16 de fevereiro de 2015                       | 15 de setembro de 2017                        | 2 anos e 211 dias                             | FRETLIN                                       | — (VI)                                        |
| 7                                                    |                                               | Mari Alkatiri                                 | 15 de setembro de 2017                        | 22 de junho de 2018                           | 280 dias                                      | FRETLIN                                       | 2017 (VII)                                    |
| 8                                                    |                                               | Taur Matan Ruak                               | 22 de junho de 2018                           | 1 de julho de 2023                            | 5 anos e 9 dias                               | PLP                                           | 2018 (VIII)                                   |
| (5)                                                  |                                               | Xanana Gusmão (2.ª vez)                       | 1 de julho de 2023                            | presente                                      | 1 ano e 262 dias                              | CNRT                                          | 2023 (IX)                                     |